# Flora (istennő)
A római mitológiában a virágok és a tavasz istennője, görög megfelelője Khlórisz. Nimfaként született, akibe beleszeretett a nyugati szél istene, Zephir, vagy Favonius (görögül Zephürosz). Zephirrel kötött házassága után vált Florává, a tavasz istennőjévé.
A római mitológiában nem túl jelentős szereplő, bár ünnepe, a Floralia, melyet áprilisban vagy május elején tartottak, s az élet ciklusának megújulását szimbolizálta, tánccal, virágokkal ünnepelték. Egyike volt a jó néhány, termékenységet képviselő istennőknek, aki különösen a tavasz érkeztével kapta meg az őt megillető figyelmet. Nagyobb jelentőségre a reneszánsz korabeli neo-pogány irányzat megújulása nyomán tett szert a kor humanistái között.
A növényekkel való kapcsolata révén a növényvilág tőle kapta a flóra nevet.

## Külső hivatkozások
- The Obscure Goddess Online Directory: Flora